# HDLC
HDLC eller High-level Data Link Control er inden for datatransmission en såkaldt bitorienteret protokol, som er defineret af ISO. HDLC findes i mange varianter, som er tilpasset forskellige anvendelser. Blandt disse kan nævnes LAPB, LAPD, LAPM, SDLC og LLC.
Rammeopbygningen (og bit stuffing) er fastlagt i ISO 13239, mens en række øvrige standarder definerer forskellige procedurer for protokollerne. 
HDLC findes også i en multilinkversion. Oprindelig kunne HDLC kun anvendes til synkron transmission, men der findes nu også en række tillæg til standarderne som muliggør at HDLC anvendes til asynkron transmission.
| It | Spire Denne it-artikel er en spire som bør udbygges. Du er velkommen til at hjælpe Wikipedia ved at udvide den. |